# 清華大學老環境樓

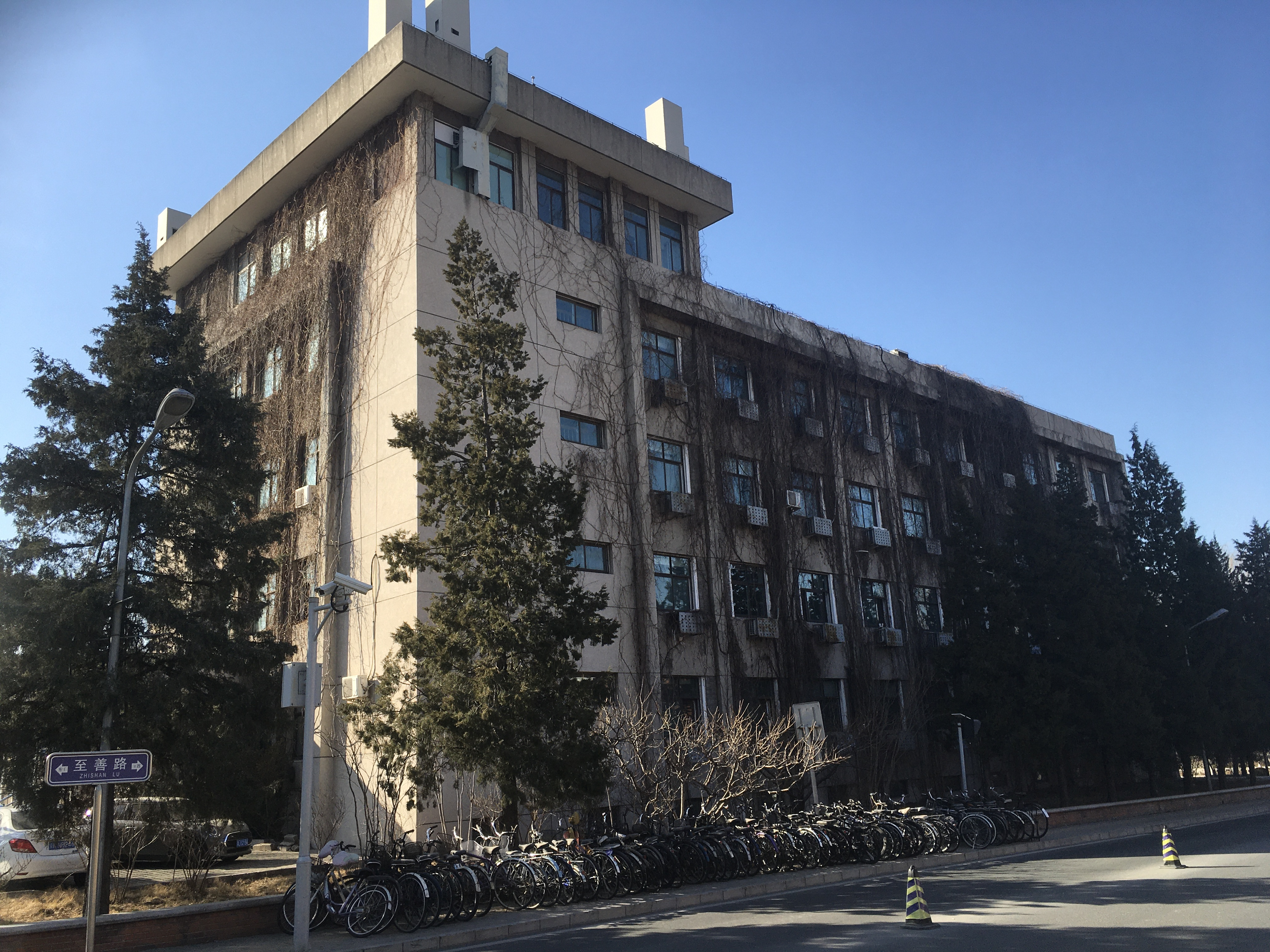
老環境樓

清華大學老環境樓是清華大學環境科學與工程系的原系館，位於清華大學圖書館東北面，建築面積5000平方米，2006年，環境工程系遷移至中意清華環境節能樓，此樓改為學校財務處。。